# Киара Галиацо
Киара Галиацо (на италиански: Chiara Galiazzo), известна първоначално като Киара (Chiara; * 12 август 1986 в Падуа, Италия), е италианска певица, спечелила шестото издание на шоуто за таланти X Factor Италия през 2012 г.
Към 2021 г. има три участия във Фестивала на италианската песен в Санремо: през 2013 г. тя печели 8-о място с „Бъдещето, което ще бъде“ (Il futuro che sarà), през 2015 г. 5-о място с „Необикновено“ (Straordinario) и през 2017 г. 14-то място с „Никое място не е мой дом“ (Nessun posto è casa mia). По време на кариерата си също печели Награда „Уинд“ и има номинации за Наградите на Ем Ти Ви за 2013 г., една за Награда „Медимекс“, една за Nickelodeon Kids' Choice Awards, няколко Световните музикални награди и една на Летния Фестивал (Summer Festival) 2015 г.

## Биография

### Ранни години
Родена е в северноиталианския град Падуа, но живее в град Саонара. След като завършва гимназия, се мести в Милано, за да следва икономика в Католическия университет на Светото сърце, която завършва през 2012 г. През същия период, през 2010 г., посещава музикалната школа Център „Професия музика“ в Милано. В същото време се явява на различни прослушвания, но през 2008 и през 2011 г. е отхвърлена от участие в „Приятели на Мария де Филипи“ (Amici di Maria De Filippi) и отново през 2011 г. – от петото издание на X Factor.

### EPDue respiri
През 2012 г. Киара се явява отново на кастинга на X Factor, като този път попада в категорията за участниците над 25 години, чийто капитан е Морган. Тя печели това издание и това ѝ позволява да сключи договор със Сони Мюзик Ентъртейнмънт. На 8 декември 2012 г. певицата издава своя първи сингъл „Две въздишки“ (Due respiri) с текст на Лука Паоло Киаравали и Саверио Гранди и с музика от двамата заедно с Ерос Рамацоти. Песента бързо жъне успех и дебютира на първо място в Италианската класация за сингли, като е наградена със златен диск за своите над 15 000 продадени копия. През февруари 2013 г. песента има мултиплатинен диск за над 60 хил. продадени копия.
След сингъла излиза първият миниалбум на Киара – едноименното EP „Две въздишки“ (Due respiri).
На 31 декември 2012 г. тя участва в големия Коледен концерт в Рим, в който участват и други италиански певци като Пино Даниеле, Марио Бионди и Джей-Акс.

### АлбумUn posto nel mondo
Междувременно е съобщено, че Киара ще участва в 63-тия Фестивал на италианската песен в Санремо през 2013 г. в категория Big с песните „Опитът от любовта“ (L'esperienza dell'amore) и „Бъдещето, което ще бъде“ ((Il futuro che sarà), написани съответно от Федерико Дзампалионе от група Тираманчино и от Франческо Бианкони от група Баустеле. На 12 февруари по време на първата вечер на фестивала, воден от Фабио Фацио, Киара представя двете песни, като публиката избира на финала да премине втората песен. С нея певицата заема осмо място в крайното класиране.
По време на вечерта San Remo Story, в която изпълнителите изпълняват кавъри на други италиански песни, тя пее „Поне ти във Вселената“ ( Almeno tu nell'universo) на Мия Мартини.
На 14 февруари 2013 г. излиза дебютният ѝ албум „Място в света“ (Un posto al mondo)), който дебютира на второ място в Класацията на албумите на FIMI. В допълнение към песните от Санремо и сингъла „Два дъха“ (Due respiri), албумът съдържа песни, написани от Самуел от група Субсоника, „Да се предам“ (Arrendermi) и „Нокти на хищник“ (Artigli), Денте за „Онова, което не се знае“ (Quello che non si sa), Нефа за „Черно сърце“ (Cuore nero), Фиорела Маноя, Ермал Мета, Диего Манчино, Бунгаро за „Прозрачности“ (Trasparenze) и Гаетано Капа за „Супергерой“ (Supereroe). Албумът между месеците септември и октомври 2013 г. е сертифициран със златен диск за над 30 хил. продадени копия.
През февруари 2013 г. певицата е номинирана за наградите Kids' Choice Awards 2013 в категорията „Най-добър италиански певец“. На 4 март тя участва заедно с други изпълнители в концерта в памет на Лучо Дала на Пиаца Маджоре в Болоня, изпълнявайки песента „Кой знае дали го знаеш“ (Chissà se lo sai) в дует с Орнела Ванони.
На 29 март по националните италиански радиостанции излиза вторият ѝ сингъл „Хиляда стъпки“ (Mille passi) в дует с Фиорела Маноя, която е и авторка на песента. В същия период Киара става лице на новия рекламен спот #Amoiltalento на ТИМ за Телеком Италия, в който пее песента Over the Rainbow, вече предложена в X Factor.
На 3 юни 2013 г. на Музикалните награди „Уинд“ тя е удостоена с наградата за продажбите на сингъла Due respiri. Четири дена по-късно е пуснат сингълът „Ела с мен“ (Vieni con me), използван по-късно като основа за рекламния спот на ТИМ през годината. На 15 юни Киара участва в Наградите на Ем Ти Ви за 2013 г., където е номиниранаа в категорията „Най-добър новоизгряващ изпълнител на Пепси“. Впоследствие се впуска в турнето Un posto nel mondo, разделено на две части: лятна в различни италиански градове и зимна в театрите на големите италиански градове като Флоренция, Бергамо, Милано, Рим и Болоня. По време на зимната част тя участва в клуб Blue Note в Милано в два концерта, проведени в същата вечер, наречени Chiara Acoustic, билетите за които са разпродадени.
В средата на ноември 2013 г. песента Stardust е преинтерпретирана от Мика в сътрудничество с Киара. Тя е пусната като сингъл на 12 ноември, веднага получавайки златен диск за продажба на над 15 000 копия в цифров вид. Сингълът дебютира на първа позиция в Топ сингли на Италия и е част от компилацията на Мика Songbook Vol. 1. В края на ноември FIMI удостоверява сингъла като платинен за над 30 хил. продадени копия. През втората седмица на 2015 г. сингълът вече с над 120 хил. продадени копия и е четири пъти платинен.
Паралелно с дуета с Мика Киара пуска видеоклипа на песента „Опитът на любовта“ (L'esperienza dell'amore), излязъл на 18 ноември 2013 г. в Ютюб канала ѝ. През 48-та седмица на 2013 г. преинтерпретацията на Over the Rainbow е сертифицирана като златна от FIMI за продадени над 15 000 копия в цифров вид.
На 18 май 2014 г. Киара участва като почетна гостенка в единствения италиански концерт на Мика по повод #NutellaDay, който се провежда в Неапол, като пее в дует с него Stardust и специално адаптирана версия на Origin of Love.

### АлбумUn giorno al sole
На 3 септември 2014 г. на своя Ютюб канал Киара представя новия си сингъл „Един слънчев ден“ (Un giorno di sole). В същия ден тя разкрива обложката на сингъла, който е наличен за цифрово изтегляне на 5 септември.
Сингълът предшества втория ѝ студиен албум със същото заглавие, който излиза на 7 октомври с лейбъла Сони Мюзик. За него тя казва:
| „ | Мислех много за този албум [...] След първата година, в която бях буквално повлечена от всички събития, които бяха затрупали живота ми, имах нужда от период, за да помисля как да продължа този път с повече осъзнатост. В крайна сметка открих, че нещата, които търсех, са вътре в мен, просто трябваше да ги преоткрия и да се върна към началото [...] За мен „Слънчев ден“ представлява това – светлина, която хвърля светлина върху всичко, което е било и това идва в един момент и неочаквано. Мисля, че това парче представлява стъпка към настоящето с поглед към миналото, това е малко синтез на това, което ми трябваше, за да продължа пътуването си. | “ |

На 11 септември 2014 г. певицата разкрива обложката на албума, а на следващия ден обявява и списъка с песните в него. Вторият сингъл от албума е издаден на 31 октомври със заглавието „Лекът, животът и лечението“ (Il remedio la vita e la cura). За сингъла е направен видеоклип, в който участват много актьори от италианското кино, включително Лука Арджентеро, Марко Кочи, Каролина Крешентини, Клаудия Джерини, Франческо Монтанари, Алесандро Роха, Фабио Трояно и много други.
На 14 декември 2014 г. е разкрито участието на певицата във Фестивала в Санремо през 2015 г. с неиздаваната песен „Изключителен“ (Straordinario). Киара завършва пета в края на събитието. Тази песен предшества повторното издаване на втория студиен албум на певицата, озаглавен „Един изключителен слънчев ден“ (Un giorno di sole straordinario), съдържащ три неиздавани песни и реинтерпретацията на „Ликът на живота“ (Il volto della vita) на Катерина Казели, вече изпълнявана от Киара по време на третата вечер на Фестивала от Санремо. Сингълът „Ние сме сега“ (Siamo adesso) също е извлечен от албума, който влиза в радио ротация от 24 април и от него е пуснат и видеоклип.
На 27 април 2015 г. стартира Straordinario Tour от Театър „Дузе“ в Болоня – турне в подкрепа на албума „Един изключителен слънчев ден“.
На 20 май Киара пее националния химн на Италия на финала за Купата на Италия 2014 – 2015.
През юни тя участва в Летен фестивал 2015 г. с песента „Ние сме сега“, като получава номинация за Награда „RTL 102.5 – Песен на лятото“ .
От 12 септември 2015 г. тя заедно с Лорела Кукарини, Фабрицио Фрици и Масимилиано Пани е част от журито на осмото издание на шоуто за таланти Ti lascio una canzone.
През 2015 г. си сътрудничи с рапъра Роко Хънт в песента Allora no! от албума му SignorHunt.

### АлбумNessun posto è casa miaи сътрудничества
През 2016 г. певицата започва работа по третия си студиен албум. През юни е издаден кавър албумът на Джулиано Палма Groovin', съдържащ песента Don't Go Breaking My Heart, записана с нея. На 17 юли излиза сингълът Follow the Summer на Пако Вурц с Киара.
През февруари 2017 г. Киара участва в 67-ия Фестивал в Санремо със сингъла „Никое място не е мой дом“ (Nessun posto è casa mia), завършвайки 14-та в крайното класиране. Песента предшества третия ѝ студиен албум със същото заглавие, който излиза на 24 февруари. Албумът се различава от предишния поради изоставянето на електронния компонент в полза на подчертаното поп звучене. Въпреки издаването на още два сингъла: „Стоп кадър“ (Fermo immagine) на 24 март и „Мрак и светлина“ (Buio e luce) на 12 май албумът постига малък успех в Италия с обща продажба от около едва 5000 копия.
На 10 ноември излиза антологията Duets-Tutti cantano Cristina на Кристина Д'Авена, в който Киара участва в песента Sailor Moon, музикалната тема на едноименното аниме.
На 10 декември 2017 г. чрез социалната мрежа певицата съобщава, че иска да се представи и артистично с пълното си име. Първата публикация, която носи нейното фамилно име, е сингълът на Лео Станард Gravity, издаден на 1 януари 2018 г.

### АлбумBonsai
На 26 април 2019 г., след година на творческа пауза, певицата се връща на музикалната сцена със сингъла „Пурпурен дъжд“ (Pioggia viola), направен с вокалното участие на рапъра Джей-Акс. По същото време с издаването на сингъла тя предприема ново турне, наречено „Най-малкото турне в света“ (Il tour più piccolo del mondo), състоящо се само от четири етапа, първият от които е на 17 май в Театър „Конкордия“ в Монте Кастело ди Вибио, а финалът е в Театър „Джероламо“ в Милано на 24 май. Последното преживяване на живо вижда и участието на Микеле Брави като специален гост, с когото Киара дуетира в песента Grazie di tutto.
На 7 юли тя е поканена да пее в Токио по повод четвъртото издание на „Италия, любов моя!“, организиран от Италианската търговска камара в Япония, придружена от изпълнението на известния акордеонист Ясухиро Кобаяши. На 29 октомври излиза „Прекрасно е да даряваш“ (Magnifico donare), написана от Вирджинио – песен, изпята от Киара, която служи за саундтрак на едноименната рекламна кампания, популяризирана от UNITED Onlus и AIPaSiM Onlus в сътрудничество с AVIS, насочена към повишаване на осведомеността относно важността на даряването на кръв.
На 22 ноември в радио ротацията влиза сингълът ѝ „Последната песен на света“ (L'ultima canzone del mondo). Сред авторите са текстописецът Махмуд и Франческо „Кату“ Катити, както и самата певица.
На 3 декември тя участва като гостенка в етап на Mika's Revelation Tour, с когото дуетира в песента Stardust и в неиздавана версия на италиански език на песента Lollipop на концерта в Медиоланум Форум в Асаго.
На 17 април 2020 г. излиза третият ѝ сингъл „Хонолулу“ (Honolulu). През юни е обявено заглавието на четвъртия ѝ албум „Бонзай“ (Bonsai), който излиза на 3 юли. Четвъртият сингъл от него е „Не бяха прави маите“ (Non avevano ragione i Maya), който излиза на 19 юни 2020 г.
През 2021 г. Киара участва в създаването на саундтрака на телевизионния сериал Un passo dal cielo 6 - I guardiani.

## Музикални влияния
Киара Галиацо се характеризира с чист глас и голям вокален диапазон. Тя заявява, че е особено вдъхновена от Мина, Далида и Флорънс енд дъ Мъшийн, но също така се възхищава на Джалис и Валентина Джованини (от които признава, че е била повлияна по стил), наред с други.

## Дискография

### Студийни албуми
- 2013 – Un posto nel mondo
- 2014 – Un giorno di sole
- 2017 – Nessun posto è casa mia
- 2020 – Bonsai

## Турнета
- 2013 – Un posto nel mondo tour
- 2015 – Straordinario Tour
- 2017 – Nessun posto è casa mia tour
- 2019 – Il tour più piccolo del mondo

## Награди и признание
- 2013 – Музикални награди „Уинд“ – Premio Digital Songs Multiplatino за сингъла Due respiri
- 2014 – Награди Rockol – Италианско обещание/откритие
- 2019 – Награда „Лунеция“ – Награда „Най-добър албум“ с Nessun posto è casa mia